# Marco Atilio Régulo (cónsul 227 a. C.)
Marco Atilio Régulo (en latín, Marcus Atilius M. f. M. n. Regulus) fue un político y militar de la República romana, hijo de Marco Atilio Régulo (el cónsul capturado durante la primera guerra púnica) y nieto de Marco Atilio Régulo, cónsul en 294 a. C.

## Consulados
Fue cónsul por primera vez en 227 a. C. junto con Publio Valerio Flaco. Durante dicho año, se registraron eventos de importancia.
Fue elegido cónsul por segunda vez en 217 a. C., esta vez como consul suffectus en reemplazo de Cayo Flaminio que había muerto durante la batalla del Lago Trasimeno. Continuó la guerra contra Aníbal, junto con su colega Cneo Servilio Gémino, en los principios de la dictadura de Fabio Máximo. 
Al final del año de su magistratura, su imperium se prolongó debido a que los nuevos cónsules aún no se habían elegido. Cuando Emilio Paulo y Terencio Varrón al fin fueron designados y entraron en el campamento, a Régulo se le permitió regresar a Roma a causa de su edad y su colega Servilio se quedó con el ejército.
Polibio, por el contrario, señala que Régulo se quedó con los nuevos cónsules y cayó en la batalla de Cannas, donde comandó, con Servilio, el centro de la línea. Esta afirmación, sin embargo, es errónea, ya que es seguro que el mismo Régulo ejerció la censura dos años después de la batalla de Cannas.

## Censura
Después de la batalla de Cannas (216 a. C.), Régulo fue uno de los triumviri mensarii que fueron nombrados en razón de la escasez de dinero.
En el año 214 a. C. fue censor con Publio Furio Filo. Estos censores castigaron con la severidad a todas las personas que habían fracasado en su deber para con el Estado en las grandes calamidades que Roma había experimentado últimamente. Todos los que habían formado parte del proyecto de abandonar Italia después de la batalla de Cannas, todos los que habían sido hechos prisioneros por Aníbal y todos aquellos que se enviaron como embajadores a Roma con la promesa de regresar al campamento cartaginés y que no habían cumplido su palabra fueron reducidos a la condición de aerarii. La misma pena se le infligió a todos los ciudadanos que no habían servido en el ejército durante cuatro años sin tener un motivo válido de excusa. Hacia el final del año, cuando los nuevos tribunos del pueblo entraron en funciones, uno de ellos, Metelo, que había sido reducido a la condición de aerarius por la censura, intentó someter a estos magistrados a juicio ante el pueblo, pero fue impedida esta persecución por los otros tribunos.
Como su colega de censura, Furio Filo, murió a principios del año siguiente (213 a. C.), antes de que se celebrase la purificación solemne (lustratio), Régulo, como era habitual en estos casos, renunció a su cargo.
Su hermano Cayo murió siendo cónsul en la batalla de Telamón (225 a. C.).